# Francesco Brandi
Francesco Brandi (Legnago, 20 dicembre 1982) è un attore e drammaturgo italiano.

## Biografia
Si diploma in recitazione al Centro sperimentale di cinematografia di Roma sotto la direzione di Giancarlo Giannini. Lavora come attore dal 2006, quando recita nella sit-com di Rai 1 Cotti e mangiati dove interpreta Marco, il figlio dei protagonisti (Flavio Insinna e Marina Massironi).
Negli anni successivi prosegue la carriera dividendosi tra cinema, televisione e teatro, lavorando tra gli altri con Nanni Moretti, Paolo Virzì, Massimo Venier, Pupi Avati e Andrée Ruth Shammah.
Dal 2013, all'attività di attore aggiunge quella di autore teatrale e drammaturgo.

## Filmografia

### Cinema
- Ma che ci faccio qui!, regia di Francesco Amato (2006)
- Tutta la vita davanti, regia di Paolo Virzì (2008)
- Generazione 1000 euro, regia di Massimo Venier (2009)
- Dieci inverni, regia di Valerio Mieli (2009)
- Io & Marilyn, regia di Leonardo Pieraccioni (2009)
- La passione, regia di Carlo Mazzacurati (2010)
- Habemus Papam, regia di Nanni Moretti (2010)
- Missione di pace, regia di Francesco Lagi (2011)
- Benvenuti al Nord, regia di Luca Miniero (2012)
- Che strano chiamarsi Federico, regia di Ettore Scola (2013)
- Aspirante vedovo, regia di Massimo Venier (2013)
- Mia madre, regia di Nanni Moretti (2015)
- Beate, regia di Samad Zarmandili (2018)
- Odio l'estate, regia di Massimo Venier (2020)
- Tre piani, regia di Nanni Moretti (2021) - cameo
- Il grande giorno, regia di Massimo Venier (2022)
- Tre di troppo, regia di Fabio De Luigi (2023)
- Muori di lei, regia di Stefano Sardo (2025)

### Televisione
- Padri e figli - miniserie TV (2004)
- Cotti e mangiati - serie TV (2006-2008)
- Il commissario Manara, regia di Davide Marengo - Miniserie TV - Episodio: Un delitto perfetto (2009)
- Sui tuoi passi, regia di Davide Marengo - film TV (2009)
- Un matrimonio, regia di Pupi Avati - miniserie TV (2013)
- 1994, regia di Giuseppe Gagliardi - serie TV, episodio 3x03 (2019)
- La concessione del telefono - C'era una volta Vigata - film TV, regia di Roan Johnson (2020)

## Teatrografia

### Attore
- Dal naso al cielo di Luigi Pirandello, regia di Malcolm McKay (2007)
- Gabriele di Giampiero Rappa e Fausto Paravidino, regia di Lorenzo d'Amico De Carvalho (2008)
- Himmelveg di Juan Mayorga, regia di Adriano De Santis (2008)
- Se non ci sono altre domande, regia di Paolo Virzì (2011)
- Avevamo tutti le Converse, regia di Riccardo Sinibaldi (2013)
- Il malato immaginario di Molière, regia di Andrée Ruth Shammah (2014)
- Sfasciatoio, regia di Francesco Brandi (2015)
- Per strada, regia di Raphael Tobia Vogel (2016)
- Buon anno, ragazzi, regia di Raphael Tobia Vogel (2017)
- Nato postumo, regia di Francesco Brandi e Gabriele Gattini Bernabò (2018)
- Mutuo soccorso, regia di Raphael Tobia Vogel (2021)
- Vietato sporgersi dal finestrino, regia di Francesco Brandi (2025)

### Autore
- Avevamo tutti le Converse (2013)
- Sfasciatoio (2015)
- Per strada (2016)
- Buon anno, ragazzi (2017)
- Nato postumo (2018)
- Mutuo soccorso (2021)
- Vietato sporgersi dal finestrino (2025)